# ISFJ

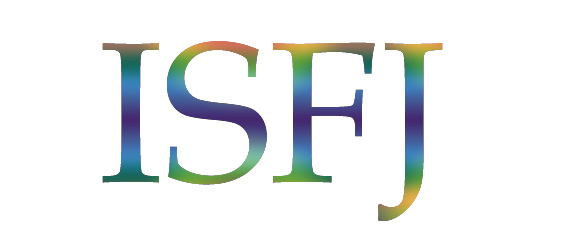
根据Myers-Briggs公司，ISFJ被称为“脚踏实地的助手”（practical helper）。

ISFJ，是迈尔斯-布里格斯性格分类法（MBTI）中十六种人格类型之一:30-31，缩写意为内向（英語：Introversion）、实感（英語：Sensing）、情感、判断（英語：Judging）:6，原型来自荣格类型学理论中“以实感主导的内向型”（英語：Introverts with dominant sensing），后来由迈尔斯和布里格斯完善为“以实感主导、以情感辅助的内向型”（英語：Introverts with dominant Sensing and auxiliary Feeling）:22-23。
在凯尔西气质分类法中，ISFJ被称为“守卫者”（英語：Protector），属于监护人的四种气质之一。
综合各方统计，ISFJ类型约占人口的9-14%:113。

## 理论基础

### 迈尔斯-布里格斯性格分类法（MBTI）
《MBTI手冊》指出，該指標「旨在實施一種理論；因此必須理解理論才能理解MBTI」。MBTI強調天生差異的意義；其基本假設是，我們在理解自身經歷的方式上有着特定的偏好，這些偏好支撐着我們的興趣、需求、價值觀和動機。該理論的精髓是，人類的許多看似隨機變化的行為其實是相當有序而規律的，這是因為個體在「感知」和「判斷」的方式上存在根本差異。MBTI評量工具旨在幫助識別健康行為中的感知和判斷模式。
MBTI的理論基礎是瑞士精神科醫生卡爾·榮格（Carl Jung）在1921年提出的一項具影響力的理論——心理類型。榮格認為，人們使用實感、直覺、情感和思考四種主要的心理功能來體驗世界，而人在大多數時候由其中一種功能主導。綜上，榮格提出了兩對一分為二的認知功能的存在：
- 「理性」的判斷功能：思考和情感
- 「非理性」的感知功能：實感和直覺

榮格認為，對於每個人來說，每個功能都主要以內向或外向的形式表達。基於榮格的原始概念，布里格斯和邁爾斯開發了她們自己的心理類型理論，組成四個類別——外向/內向（E/I）、實感/直覺（S/N）、思考/情感（T/F）、判斷/感知（J/P）；根據MBTI的論述，每個人在每個類別中各有一個偏好的特質，形成16種獨特的類型。MBTI的16種類型由四個字母縮寫來指代，這些縮寫分別來自該類型4種偏好的英文名稱首字母，不過「Intuition」（直覺）除外，它使用縮寫「N」來將其與「Introverted」（內向）的「I」區分開來。
| MBTI的16種類型                                       |      |      |      |
| ISTJ                                                 | ISFJ | INFJ | INTJ |
| ISTP                                                 | ISFP | INFP | INTP |
| ESTP                                                 | ESFP | ENFP | ENTP |
| ESTJ                                                 | ESFJ | ENFJ | ENTJ |
| 這個類型指標由邁爾斯所創，以擴展榮格的心理類型理論。 |      |      |      |

### 凯尔西气质分类法
大衛·凱爾西（David Keirsey）在了解MBTI系統後開發了「凱爾西氣質分類法」，這四種「氣質」可追溯到古希臘的傳統。他將這些氣質映射到邁爾斯與布里格斯創建的SP、SJ、NF和NT分組，並為MBTI的16種人格類型逐個命名：
| SP組 （工匠）       | ESETIP創業者   | ISETIP手藝人 | ESEFIP表演者 | ISEFIP作詞人 |
| SJ組 （監護人）     | ESITEJ監督人   | ISITEJ調查員 | ESIFEJ供給者 | ISIFEJ保護者 |
| NF組 （理想主義者） | ENIFEJ教育家   | INIFEJ咨詢師 | ENEFIP捍衛者 | INEFIP治療師 |
| NT組 （理性主義者） | ENITEJ陸軍元帥 | INITEJ策劃人 | ENETIP發明家 | INETIP建築師 |

## 类型动力学

### 四个偏好
MBTI通過以下偏好將人們歸類：:5-7
- 能量態度（注意力方向與能量來源）：外向或內向（E/I）
- 感知功能（信息收集方式）：實感或直覺（S/N）
- 判斷功能（決策方式）：思考或情感（T/F）
- 生活態度（對待外在世界的方式）：判斷或感知（J/P）

四個字母的組合遵循E/I、S/N、T/F、J/P的順序，由此產生了16種可能的字母組合，如ESTJ、ISFP、INFJ、ENTP等16種獨特的類型:29。在MBTI的理論中，「類型」表達的信息量不只是「4個偏好」，它代表了功能（S、N、T、F）、能量態度（E、I）以及對外界的態度（J、P）之間的一組複雜的動態關係:29。根據MBTI的論述，每組二分法的兩個「偏好」類似左撇子與右撇子，人們確實會使用雙手，但通常會用喜歡的那隻手伸手，因為那樣更自然:117。更重要的是，所有偏好和類型都同樣有價值，MBTI並不顯示一個人的能力。每種人格類型都有它自己的潛在優勢，和提供機遇能讓這優勢成長的領域:52
- I——内向态度相对于外向态度（E）。偏好内向态度的人倾向通过处理内心世界和头脑中的想法、图像、记忆和反应来获取能量。他们通常偏好独立作业，或是与一两个相处舒适的人共事。他们需要时间深思，以确定接下来的行动。对他们来说，概念几乎是实实在在的东西，有时比起实物，他们更喜欢概念本身[25]。
- S——实感功能相对于直觉功能（N）。偏好实感功能的人关注物理现实，即五种感官所能感知的东西。他们关心的是此时此地的现实事物，并注意事实，记住对他们重要的细节。他们喜欢看到事物的实际用途，其最佳学习方式是了解如何应用所学。对他们来说，经验比论述更有说服力[26]。
- F——情感功能相对于思考功能（T）。偏好情感功能的人相信，只要权衡大家的关切与想法，就可以做出最好的决策。他们关注价值观，思考什么对人们是最好的。他们乐于建立或维护和谐，在人际关系中给人一种有爱、温暖和圆滑的印象[27]。
- J——判断态度相对于感知态度（P）。偏好判断态度的人在他们的外在生活中使用其判断功能——思考（T）或情感（F）。他们似乎更喜欢有计划或有秩序的生活方式，喜欢把事情安排得井然有序。完成决策使他们感到更安心，并喜欢尽可能地掌控生活[28]。

### 认知功能

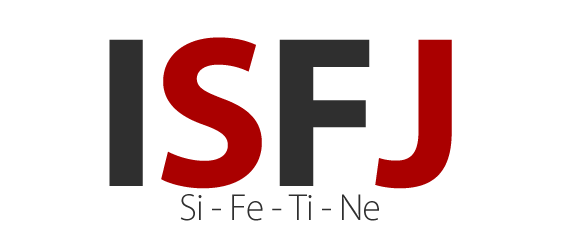
ISFJ类型的功能层级

根据类型动力学，MBTI四组偏好中4种功能（S、N、T、F）通过不同态度（E、I、J、P）进行组合和互动，最终形成“功能叠列”（英語：function stack），即完整的人格类型。在功能叠列中，4个功能根据它们的“意识”强度进行降序排列，依次为“主导”（英語：dominant）、“辅助”（英語：auxiliary）、“第三”（英語：tertiary）及“劣势”（英語：inferior）功能，即第一至第四功能。主导功能是人格类型的核心优势，辅助功能则相当于副驾驶，而第三与劣势功能的意识和发育都较少。
随着类型发育（英語：type development）的终身过程，个体将逐步获得对两个感知功能（S/N）及两个判断功能（T/F）的更大控制和熟练度。一般情况下，主导功能在7岁以前开始发育，辅助功能则在20岁以前开始发育，第三功能和劣势功能则分别出现于中年时期或更晚。
根据类型动力学，ISFJ类型的主导、辅助、第三及劣势功能（即第一至第四功能）分别为内向实感（Si）、外向情感（Fe）、内向思考（Ti）及外向直觉（Ne）。

#### 主导功能：内向实感（Si）
内向实感（简称Si）是偏好实感和判断类型（xSxJ）的主导或辅助功能。根据《MBTI手册》第三版，Si的定义如下：
| 向内引导能量，并存储外部现实和内部思想经验的事实与细节:23。 |

根据德伦特博士（Dr. A.J. Drenth）的论述，Si相信它所知道的——从过去的经验中回忆起的东西，包括记忆、传统、从属关系、既定常规等方面。与其尝试新事物，Si更喜欢安全感，坚持既有的思想和行为模式，故SJ类型的人偏好熟悉的环境。此外，他们喜欢稳定性和可预测性，使他们在生活中表现得忠诚而可靠。
对于ISFJ型的人而言，主导功能Si使他们趋于传统，倾向维护旧有的习惯和行事方式，而非寻求创新。此外，ISFJ型的人通过Si密切地觉察身体状态，调适外来刺激，这对生理健康影响颇大。与Ni功能相似的是，Si用于被动的感知，故SJ和NJ类型的人常常被指思想保守而固执。尽管如此，Si反思过去的经验教训，有助ISFJ类型避免重蹈覆辙。

#### 辅助功能：外向情感（Fe）
外向情感（简称Fe）是偏好情感和判断类型（xxFJ）的主导或辅助功能。根据《MBTI手册》第三版，Fe的定义如下：
| 通过组织和构建环境来满足人们的需求与自己的价值观，以追求和谐:23。 |

根据德伦特博士（Dr. A.J. Drenth）的论述，Fe使用者更快地向他人寻求情感支持，因此谈论情感问题可以疗愈FJ型的人。Fe将社会规范置于自身感受之前，以确保自己融入社会环境，有助建立社会凝聚力。Fe功能擅长识别和镜射他人的情绪，又能留意并满足他人的需求，有助FJ型的人建立融洽的人际关系。学者将Fe功能描述为“联系”。
对于ISFJ型的人而言，辅助功能Fe负责关注并促进人际关系的和睦与团结。与Fi不同的是，Fe功能向外引导，因此ISFJ类型不如FP类型那般擅于觉察和管理内在的情绪。此外，作为判断功能，Fe也是ISFJ自我表达的重要媒介——他们在陌生人中的表达方式往往更积极正面；但他们在亲密关系中会更直率地表达意见和不满，这对他们的身心健康非常重要。

#### 第三功能：内向思考（Ti）
内向思考（简称Ti）是偏好思考和感知类型（xxTP）的主导或辅助功能。根据《MBTI手册》第三版，Ti的定义如下：
| 通过深度思考并建立一套用于理解的逻辑系统，以追求内部思维的准确性和秩序:23。 |

根据德伦特博士（Dr. A.J. Drenth）的论述，逻辑推理是Ti使用者的天性，包含空间推理和运算推理。其次，逻辑思考是TP类型的第二天性，使他们能够独立地通过逻辑难题来推理，因此许多TP型（尤其是ITP型）的人是典型的“单干”型。综上，Ti功能被描述为“推理”。
对于ISFJ型的人而言，第三功能Ti的主要作用是通过批判性思维来完善Fe的判断，但这种逻辑元素在ISFJ类型发展的早期阶段可能不太明显，尤其是人格发育不良的ISFJ类型。虽然他们的主导和辅助功能Si-Fe为他们提供了对真理的坚定信念，但他们可能会忽略Ti涉及的客观分析过程。随着ISFJ类型的人发展成熟，他们将逐渐懂得借助Ti的批判性分析来审视自己的言行。

#### 劣势功能：外向直觉（Ne）
外向直觉（简称Ne）是偏好直觉和感知类型（xNxP）的主导或辅助功能。根据《MBTI手册》第三版，Ne的定义如下：
| 将能量向外引导，以纵览新的想法、有趣的模式和未来的可能性:23。 |

根据德伦特博士（Dr. A.J. Drenth）的论述，Ne功能是发散形式的直觉，擅于生成大量想法、关联和可能性，这种发散性思维使NP类型在多个创造力指标的表现均优于其他类型。学者将Ne功能描述为“构思”，这种概念可能性的生成模式与艺术创作过程的早期阶段类似。
对于ISFJ型的人而言，他们很可能忽略其劣势功能Ne对日常决策与行为的潜在影响，其影响程度取决于ISFJ类型能在多大程度上整合其Ne功能。不健康的Ne用法包括闲聊八卦、对人事物进行猜测等；健康的用法包括创造性地教导儿童，以及阅读、联想游戏、艺术创作等。ISFJ类型整合Ne功能的最佳方法并非直接使用它，而是让该功能在潜意识中被动运作，专注发挥Si和Fe的优势。

#### 阴影功能
后来的人格类型研究者（特别是琳达·V·贝伦斯）在这个降序排列中添加了四个附加功能。这些功能被称为阴影（英語：Shadow）功能，因为一个人并不自然地倾向于它们，但在压力之下它们也会浮现。对ISFJ来说，这些阴影功能是（按次序）：
| 将能量向外引导，并通过专注于当下积累的详细而准确的感官数据，来获取信息:23。 |

| 通过对自己和他人的内在价值观及外在行为的敏感度，寻求颇具意义且复杂的内在和谐:23。 |

| 通过运用明晰度、目标导向和果断行动，寻求对外部环境的逻辑秩序:23。 |

| 将能量引导向内，专注于潜意识图像、关联和规律，以此形成内在视野及洞察力:23。 |

## 特征
根据《MBTI手册》，以下是偏好ISFJ类型的人可能有的天赋、特质、外在评价和潜在的成长空间:64,67-68。

《MBTI手册》对ISFJ类型的简述如下:64
文静、友善、富责任感、一丝不苟。坚定不移、稳扎稳打地完成其义务，做事善始善终、无微不至而具准确度。忠诚而体贴入微，捕捉并牢记那些对他们重要的人的细节，关心他人的感受。在工作和家庭中，努力地创造一个有序而和睦的环境。

### 天赋
偏好ISFJ类型的人既可靠又体贴入微，对身边的人们和团体尽心尽力，并尽忠职守地履行责任。在工作中，他们靠着稳定的精力来按时、全面地完成任务。他们会不厌其烦地去做他们认为有必要去做的事情，但他们讨厌别人要求他们做那些对他们来说没有意义的事情:67。
ISFJ型的人非常关注他人的需求和愿望，并建立起有序的步骤来确保这些需求和愿望得以满足。他们非常认真地对待自己的角色和义务，并期望其他人也能如此:67-68。

### 特质
属于ISFJ类型的人是脚踏实地的现实派，他们非常尊重客观事实。他们主要在内部世界使用他们的实感偏好，那里存储着大量的感官信息。他们能清楚地记住对他们有个人意义的事物的细节，例如说话的声调和面部表情:68。因此，ISFJ型的人可能是：
- 务实的、实事求是的
- 具体的、明确的[2]:68

ISFJ型的人通过情感功能，根据个人价值观以及对他人的关心来作出一切决定。他们重视和谐性与合作性，并致力于创造它们:68。因此，ISFJ型的人通常是：
- 喜欢合作、为人着想的
- 友善而敏感的[2]:68

他们拥有坚定的观点，因为他们的决策都是基于明确的价值观和大量的感官信息。ISFJ类型的人尊崇旧有的作业流程和权威，他们认为这些作业流程和权威之所以能够长期留存，是因为它们运作良好。因此，只有当新的数据表明变革会给人们带来实际利益时，他们才会支持变革:68。

### 外在评价
ISFJ类型的人在社交中显得低调而安静，经常将他人（尤其是家人）的需求放在自己的需求之前。他们不喜欢与人对峙，会尽量迎合他人；但由于他们重视传统以及他人的感受，因此他们可能会质疑那些他们认为具伤害性或麻木不仁的行为:68。
别人可以看到的是ISFJ类型的价值观，以及对结构性和独处空间的渴望。但别人可能看不到的一面是他们拥有丰富而准确的内在感官印象和记忆:68。其他人通常认为ISFJ型的人是：
- 文静、认真、尽心尽责的
- 体贴周到、优秀的照护者
- 遵守承诺、维护传统的[2]:68

### 潜在的成长空间
有时候，生活环境并不支持ISFJ类型的人发展和表现他们的情感（F）和实感（S）偏好:68。
- 如果ISFJ类型没有开发其情感功能，他们可能缺乏可靠的方法来处理人情世故，而一味地专注在他们的感官记忆和印象之中[2]:68。
- 如果ISFJ类型没有开发其实感功能，他们可能未有充分考虑现实情况，便过于武断地作出价值判断（英語：value judgments）或是满足别人的需要[2]:68。

如果ISFJ找不到一个可以发挥其天赋并赞赏其贡献的地方，他们通常会感到沮丧:68，并可能会：
- 固执地支持等级制度、权威以及既定流程
- 因感到不被赏识而心生不满、怨天尤人
- 过分拘泥于决策的即时性影响[2]:68

ISFJ类型对他们不偏好的直觉（N）和思考（T）功能的关注较少，这本来是正常的:68。然而，如果他们过于忽视这些部分，他们可能会：
- 未有察觉到当下的决策会衍生出哪些更广泛的后果
- 难以坚定表达自己的需求
- 即使在必要时，也不愿意在决策时应用非个人化的衡量准则[2]:68

在庞大的压力下，ISFJ可能会陷入“灾难化思考”，想象各种可能的负面后果。然后，他们可能将这些思绪直接表达出来，而不再如往常一样考虑这对他人的影响:68。

## 统计学

### 人口分布
根据心理类型应用中心（Center for Applications of Psychological Type）按美国人口类型分布的推算数据显示，ISFJ类型约占人口9-14%；性别分布方面，ISFJ在女性人口大约占15-20%，在男性人口则约占6-8%。
不过，根据凯尔西气质分类法所指，ISFJ所对应的气质“守卫者”（英語：Protector）占人口约10%:113。

### ISFJ之最
根据《MBTI手册》第三版的研究结果，ISFJ类型在美国统计中显示出以下特殊趋势:69：
- 接受冠状动脉绕道手术的男性中最常见的类型（在女性中则是第二常见的类型）
- 与“健康”、“照顾年迈父母”及“平衡家庭与工作”相关的压力最高
- 被心理学家评为在学校烦恼最少的两个类型之一
- 理想工作的最重要特征是“稳定而安全的前景”（英語：stable and secure future）
- 对于工作环境，喜欢“员工忠诚性与职业安全性”的人群中最常见的类型；喜欢“国际机遇”的人群中最罕见的类型

### 注脚
1. ↑  . share.themyersbriggs.com. The Myers-Briggs Company.   [2023-12-14].
2. 1 2 3 4 5 6 7 8 9 10 11 12 13 14 15 16 17 18 19 20 21 22 23 24 25 26 27 28 29 30 31 32 33 34 35 36  Myers, Isabel; McCaulley, Mary; Quenk, Naomi; Hammer, Allen.  3rd. Consulting Psychologists Press. 1998. ISBN 978-0-89106-130-4.
3. ↑  .   [2011-02-02]. （原始内容存档于2009-05-13）.
4. 1 2 3  .   [023-12-14]. （原始内容存档于2024-04-15）.
5. 1 2  Keirsey, David.  1st. Prometheus Nemesis Book Co. May 1, 1998 [1978]. ISBN 1-885705-02-6.
6. 1 2  . Center for Applications of Psychological Type, Inc.   [2011-02-03]. （原始内容存档于2017-09-11）.
7. ↑  雪力（夏瑄澧）.  初版. 三采文化股份有限公司. 2023-03-31  [2023-07-26]. ISBN 978-626-358-056-5. （原始内容存档于2023-09-29） （中文（臺灣））.
8. ↑  . TED-Ed.   [2023-07-26]. （原始内容存档于2023-09-29） （英语）.
9. ↑  Myers et al. 1998，第1頁.
10. ↑  Psychological Testing: Principles, Applications, and Issues (2009), p. 502.
11. 1 2  . www.myersbriggs.org. Myers & Briggs Foundation.   [2023-08-22]. （原始内容存档于2023-08-04） （英语）.
12. ↑  Jung, Carl Gustav. . . Princeton University Press. 1971. ISBN 978-0-691-09770-1.
13. ↑  Berens, Linda V.; Nardi, Dario. . . Telos Publications. 2004: 3  [2023-05-25]. ISBN 978-0-9664624-2-5 （英语）. According to Jung, the goal is not to use all the functions equally well but to have one that is dominant or trusted and developed most.
14. ↑  Huber, Kaufmann & Steinmann 2017，第34頁.
15. 1 2  Myers et al. 1998，第6-7頁.
16. ↑  Myers & Myers 1995，第17頁.
17. ↑  Myers et al. 1998，第29頁.
18. ↑  . www.myersbriggs.org. Myers & Briggs Foundation.   [2023-08-06]. （原始内容存档于2023-08-07）.
19. ↑  Myers et al. 1998，第23頁.
20. 1 2  . www.myersbriggs.org. The Myers & Briggs Foundation.   [2023-05-23]. （原始内容存档于2023-06-03）.
21. ↑  . www.myersbriggs.org. Myers & Briggs Foundation.   [2023-08-06]. （原始内容存档于2023-08-04） （英语）.
22. ↑  Keirsey, David.  1st. Prometheus Nemesis Book Co. May 1, 1998 [1978]. ISBN 1-885705-02-6.
23. ↑  . The Myers & Briggs Foundation.   [2023-06-02].
24. ↑  Myers, Isabel Briggs; Mary H. McCaulley.  2nd. Palo Alto, CA: Consulting Psychologist Press. 1985. ISBN 0-89106-027-8 （英语）.
25. ↑  . www.myersbriggs.org. The Myers & Briggs Foundation.   [2023-06-04]. （原始内容存档于2021-05-10）.
26. ↑  . www.myersbriggs.org. The Myers & Briggs Foundation.   [2023-06-04]. （原始内容存档于2021-05-10）.
27. ↑  . www.myersbriggs.org. The Myers & Briggs Foundation.   [2023-06-04]. （原始内容存档于2023-05-20）.
28. ↑  . www.myersbriggs.org. The Myers & Briggs Foundation.   [2023-06-04]. （原始内容存档于2023-04-11）.
29. 1 2 3  Dr. A.J. Drenth. . Personality Junkie.   [2023-06-11]. （原始内容存档于2023-03-26）.
30. 1 2  . www.myersbriggs.org. The Myers & Briggs Foundation.   [2023-06-11]. （原始内容存档于2023-05-14）.
31. ↑  . www.myersbriggs.org. The Myers & Briggs Foundation.   [2023-06-11]. （原始内容存档于2023-05-17）.
32. 1 2 3 4 5  . Personality Junkie.   [2023-12-14]. （原始内容存档于2024-05-20）.
33. 1 2 3 4 5 6 7 8 9 10 11 12 13 14 15 16 17  . Personality Junkie.   [2023-06-07].
34. ↑  .   [2011-02-02]. （原始内容存档于2011-02-08）.
35. ↑  . www.cognitiveprocesses.com. CognitiveProcesses.   [2023-06-09]. （原始内容存档于2023-03-29） （英语）.
36. ↑  .   [2023-08-06]. （原始内容存档于2023-10-31）.
37. ↑  Keirsey, David. . Del Mar, CA: Prometheus Nemesis Book Company. 1998. ISBN 978-1-885705-02-0.